# Försoning (roman, 2001)
Försoning (engelska: Atonement) är en roman från 2001 av den brittiske författaren Ian McEwan. Den gavs ut på svenska 2003 i översättning av Maria Ekman.
En allvarstyngd dag gör en ung flicka, vars dröm är att bli författare, ett hemskt misstag som förändrar livet för många människor. Som resultat lever hon för att söka försoning, vilket leder till ett utforskande av skrivandets natur. Boken ses allmänt som en av de bästa McEwan har skrivit. Boken var nominerad till Bookerpriset 2001. Time placerade Försoning på sin lista över de 100 bästa engelskspråkiga romanerna sedan 1923. Den blev film 2007, och nominerades både till BAFTA Award och Oscar, med skådespelare som James McAvoy och Keira Knightley samt regi av Joe Wright.

## Handling

### Del 1
Sommaren 1935 lever Briony Talis, en aristokratisk engelsk flicka med talang för att skriva, på sin familjs lantställe med sin äldre syster Cecilia, och deras kusiner Lola, och tvillingarna Jackson och Pierrot. En dag bevittnar Briony ett ögonblick av sexuell spänning mellan Cecilia och Robbie Turner, son till Tallis-familjens hushållerska och en barndomsvän till Cecilia. Robbie inser att han är kär i Cecilia, som han inte har sett på ett tag, och skriver flera små utkast till kärleksbrev till henne och ber Briony överräcka dem. Olyckligtvis ger han henne en version han tänkt kasta bort, som innehåller fräcka och vulgära delar. Briony läser brevet och störs av Robbies avsikter. Senare påträffar hon Robbie och Cecilia när de har samlag i biblioteket. Briony feltolkar det hela som våldtäkt och tror att Robbie är en "galning".  
Senare, under en middag med familjen och Brionys bror Leon och hans vän Paul Marshall, upptäcks det att tvillingarna har smitit iväg och middagsgästerna delar upp sig i grupper för att leta efter dem. I mörkret upptäcker Briony sin kusin Lola, som verkar ha blivit våldtagen av en okänd angripare. Lola kan inte eller vill inte identifiera angriparen, men Briony är säker på att det var Robbie och identifierar honom för polisen som angriparen. Robbie förs till fängelset, och bara Cecilia och hans mor tror på hans oskuld.

### Del 2
När andra världskriget har brutit ut har Robbie tillbringat tre år i fängelse. Han släpps under förutsättning att han skriver in sig i armén. Cecilia har blivit sjuksköterska. Hon säger upp all sin kontakt med familjen eftersom de medverkade till att Robbie hamnade i fängelse. Robbie och Cecilia har bara varit i kontakt via brev, då hon inte tilläts besöka honom i fängelset. Innan Robbie måste åka till kriget i Frankrike möts de i en halvtimme under Cecilias lunchrast. Deras återförening är till en början något tafatt, men de kysser varandra innan de skiljs åt. 
I Frankrike går kriget dåligt och armén retirerar till Dunkerque. Då den skadade Robbie tar sig till en säker tillflyktsort tänker han på Cecilia och tidigare händelser, som att lära Briony hur man simmar, och funderar över Brionys möjliga anledningar till att anklaga honom. Hans enda möte med Cecilia är det minne som får honom att fortsätta gå; hans enda mål är att se henne igen. I slutet av del två somnar Robbie i Dunkerque, en dag före evakueringen.

### Del 3
Den ångerfulla Briony har lämnat återbud till sin plats på Cambridge och är istället praktiserande sjuksköterska i London. Hon har till fullo insett sitt misstag, och inser att det var Paul Marshall, Leons vän, som hon såg våldta Lola. Briony skriver fortfarande, men inte med samma hänsynslöshet som hon gjorde som barn.
Briony kallas in till Lucs säng. Luc är en ung, svårt skadad fransk soldat. Hon tröstar honom i hans sista stund genom att tala med honom på sin skolfranska, och han misstar henne för en engelsk flicka som hans mor ville att han skulle gifta sig med. Precis innan han dör frågar Luc "Älskar du mig?", varpå Briony svarar "Ja", inte bara för att "inget annat svar var möjligt", utan även för att hon "vid just det tillfället, älskade honom. Han var en underbar pojke långt från sin familj som höll på att dö." Efteråt dagdrömmer Briony om det liv hon skulle kunna ha fått om hon hade gift sig med Luc och åkt för att leva med honom och hans familj.
Briony går till bröllopet mellan sin kusin Lola och Paul Marshall innan hon till slut besöker Cecilia. Robbie håller på att lämna armén och Briony möter honom, helt oväntat, hos sin syster. Båda vägrar att förlåta Briony, som ändå säger att hon kommer försöka ställa saker till rätta. Hon lovar att påbörja de lagliga procedurer som krävs för att få Robbie frikänd, även om Paul Marshall aldrig kommer att hållas ansvarig för sitt brott på grund av hans giftermål med Lola, offret.

### Del 4
Den fjärde delen, betitlad "London 1999", är skriven ur Brionys perspektiv. Hon är en framgångsrik romanförfattare, 77 år gammal, som håller på att dö av vaskulär demens.
Det framkommer att Briony är författare till romanens tidigare delar. Även om Cecilia och Robbie återförenades i Brionys roman, var det inte så i verkligheten. Det antyds att Robbie Turner dog av sepsis, orsakad av hans skada, på Dunkirks strand, och att Cecilia kan ha dödats av bomben som förstörde gas- och vattenledningarna ovanför Balham Underground station. Cecilia och Robbie kanske aldrig såg varandra igen. Även om detaljerna rörande Lolas giftermål med Paul Marshall är sanna, besöker Briony aldrig Cecilia för att försonas.
Briony förklarar varför hon valde att ändra riktiga händelser och förena Cecilia och Robbie i romanen, trots att det inte var hennes avsikt i hennes många tidigare utkast. Hon förstod inte vilket syfte det skulle tjäna om hon gav läsarna en obarmhärtig avslutning. Hon menar att det varken skulle ge läsarna hopp eller tillfredsställelse. Men framför allt ville hon låta Robbie och Cecilia bli lyckliga genom att få vara tillsammans. Då de inte fick den tid tillsammans som de längtat så mycket efter i verkligheten, ville Briony åtminstone ge dem det i romanen.

## Huvudfigurer
- Briony Tallis – Leons och Cecilias yngre syster, och en spirande författare. Hon är tretton år när romanen börjar och är medskyldig till att Robbie Turner sänds till fängelset när hon ser att Robbie och Cecilia har samlag i biblioteket. Briony är delvis berättare, delvis romanfigur, och man upplever hennes förändring från barn till kvinna i takt med att handlingen framskrider. I slutet av romanen har Briony insett sitt misstag som barn och bestämmer sig för att skriva romanen för att få försoning.
- Cecilia Tallis – Mellanbarnet i familjen Tallis. Hon har blivit förälskad i sin barndomsvän, Robbie Turner. Efter ett spänt möte vid fontänen talar de inte med varandra förrän de träffas före en middagsbjudning. Cecilia bestört över att ha förlorat sin älskade, till fängelset och till kriget, och har nästan ingen kontakt med sin familj igen.
- Leon Tallis – Äldsta barnet i familjen Tallis. Han återvänder hem för att besöka familjen vid middagen. På resan hem har han tagit med sig sin vän Paul Marshall.
- Emily Tallis – Emily är Brionys, Cecilias och Leons mor. Hon ligger mest sjuk och sängliggande med svår migrän i romanen.
- Jack Tallis – Jack är barnens far. Han arbetar ofta sena kvällar och det antyds i romanen att han har en kärleksaffär.
- Robbie Turner – Robbie är son till Grace Turner, som bor på familjen Tallis ägor. Robbie har växt upp med Leon, Briony och Cecilia och känner familjen väl. Han gick på Cambridge med Cecilia och när de kom hem på ett lov blev de förälskade i varandra.
- Grace Turner – Robbie Turners mor. Hon fick tillstånd av Jack Tallis att bo på ägorna. Hon har blivit familjens hushållerska och tvättar åt familjen. Efter den fällande domen mot hennes son för ett brott hon tror att han inte har begått lämnar hon familjen.
- Lola Quincey – 15 år gammal kusin till barnen i familjen Tallis. Hon kommer med sina bröder för att bo hos Tallis efter hennes föräldrars skilsmässa. Hon är rödhårig med ljus hy och fräknar.
- Jackson Quincey – Jackson är tvillingbror med Pierrot och kusin till barnen Tallis.
- Pierrot Quincey – Pierrot är Jacksons tvillingbror och barnen Tallis kusin.
- Danny Hardman – Familjens hantverkare
- Paul Marshall – Leons vän som våldtar Lola och gifter sig med henne några år senare.
- Corporal Nettle – Robbies kamrat under Dunkirk-evakueringen.
- Corporal Mace – Robbies kamrat under Dunkirk-evakueringen.
- Betty – Familjen Tallis betjänt, beskrivs som usel till sin personlighet.

## Teman och motiv
- Försoning

"Jag gav dem lycka, men jag var inte så självupptagen att jag lät dem förlåta mig", säger Briony i slutet av romanen. Briony förstår sin försyndelse (det vill säga, att grundlöst anklaga Robbie och därmed förstöra hans och Cecilias chanser till ett liv tillsammans) och försöker gottgöra det genom att skriva romanen. Hon förlåter inte sig själv, utan snarare försöker hon få försoning genom att ge Robbie och Cecilia ett liv tillsammans i det hon skriver.
- Bok-författare-relation

McEwan upprepar jämförelsen mellan honom själv, en riktig författare, och Briony, en fiktiv författare i berättelsen. Genom hela romanen jämför McEwan sig själv, en skönlitterär författare, med Briony, både som romanfigur och som författare. Den här jämförelsen utgör en relation mellan författarens liv och Brionys liv i berättelsen.
- Sanning kontra fantasi

Genom hela romanen bygger Briony sin egen värld på omognad och missförstånd, både i sin litteratur och i sina tankar. Brionys fabricerade verklighet är ofta positiv och optimistisk genom att låta Robbie och Cecilia mötas i slutet av berättelsen. Hennes falska verklighet inledde dock hela bokens berättelse, då hon ljög om Lolas våldtäkt.
- Fred

Motivet fred visas genom den stillhet och det lugn som romanfigurerna upplever på Tallis egendom i början av romanen. Egendomen beskrivs som en isolerad lugn miljö i en värld av kaos och förvirring där de flesta personerna verkar uppskatta att vara avskiljda från samhällets kaos. Cecilia uttrycker dock sitt missnöje med den avskilda och lugna atmosfär som egendomen har och hon vill flytta till mer spännande och givande saker i livet.
- Död

Under andra hälften av romanen kontrasterar dödsmotivet livsmotivet från romanens första del. Dödsmotivet framträder framför allt när Briony arbetar på sjukhuset och där upplever hur många soldater och civila från kriget dör. Döden skildras också under kriget när Robbie deltar i reträtten. Robbie bevittnar många soldaters och oskyldiga människors död, och många civila upplever hur andra dör omkring dem.
- Kärlek

Relationen mellan Cecilia och Robbie skildras genom hela boken som kärlek, även när Briony fiktivt beskriver deras återförening. I boken ges också exempel på kamratskap mellan familjemedlemmarna i boken, me Brionys relationer är oftast överbeskyddande.